# Куйбышевазот
Куйбышевазот (ПАО «КуйбышевАзот») — российское предприятие химической промышленности в городе Тольятти, Самарской области.

## История
Строительство Куйбышевского азотнотукового завода («КАТЗ») началось в 1961 году, завод входил в состав Министерства по производству минеральных удобрений СССР. После окончания строительства Жигулёвской ГЭС. Первым директором завода являлся Иван Красюк . В 1965 году была выпущена первая продукция, а в 1966 году полностью запущена первая очередь производства.
В 1975 году было создано производственное объединение «Куйбышевазот», где КАТЗ являлся головным предприятием. Также в объединение входили строящиеся «ТоАЗ», «Азотреммаш», «Трансаммиак». В 1981 году была проведена реструктуризация, в ходе которой производственные объединения были разделены на отдельные подразделения.
В 1992 году предприятие было приватизировано, в результате созданы акционерные общества «Куйбышевазот» и «Тольяттиазот» — тем самым некогда единое предприятие и его имущество разделено. Генеральным директором «Куйбышевазота» был избран главный инженер завода Виктор Герасименко.
В 1993 году на производстве капролактама произошёл взрыв, два человека погибли сразу, один получил тяжёлые ожоги
В 2015 году на собрании акционеров новым генеральным директором был избран его сын Александр Герасименко.
В 2019 году в ходе российского инвестиционного форума в Сочи госкорпорация ВЭБ.РФ, Газпромбанк и «КуйбышевАзот» подписали договор о предоставлении синдицированного кредита для финансирования проекта компании по строительству установки производства серной кислоты марки «К» и улучшенного олеума в Тольятти.

## Собственники и руководство
- Красюк Иван Андреевич — генеральный директор 1964—1992 гг.
- Герасименко Виктор Иванович — генеральный директор 1992—2015 гг.
- Герасименко Александр Викторович — генеральный директор с 2015 г.
- собственник Министерство по производству минеральных удобрений СССР (1961—1992)
- Акционеры компании по состоянию на 7 ноября 2021 года[7]:
  - ООО «Куйбышевазот-плюс» — 27,43 % уставного капитала;
  - ООО «Активинвест» — 16,33 % уставного капитала;
  - ООО «Куйбышевазот-инвест» — 5,07 % уставного капитала;
  - Прочие акционеры с долей участия менее 5 % — 51,17 %.

## Производство
Основной продукцией завода являются капролактам, полиамид-6, техническая нить, аммиачная селитра, карбамид, сульфат аммония, аммиак, слабая азотная кислота .
Предприятие является крупнейшим в СНГ производителем капролактама, единственным в России производителем высоковязкого полиамида и высокопрочной технической нити.
В сентябре 2023 года на тольяттинском предприятии ПАО «КуйбышевАзот» открыли установку гранулирования и выпарки аммиачной селитры. Она обладает самой большой на момент запуска единичной проектной мощностью в 2300 тонн в сутки, при этом уровень выбросов в атмосферу снижен на 200 тонн по сравнению с предшествующей моделью. Инвестиции в проект составили 5 миллиардов рублей.

## Социальные учреждения
В 1976 под заводом была создана баскетбольная команда «Азот», позднее переехавшая в Куйбышев и ставшая знаменитым на всю страну «Строителем» — ныне команда «Самара».
Компания располагает собственной базой отдыха, яхт-клубом «Дружба» и оздоровительным санаторием «Ставрополь» — (в ходе приватизации часть санатория перешло в собственность ТОАЗ — санаторий «Надежда») .
Предприятие является официальным спонсором тольяттинской спидвейной команды «Мега-Лада», а в 2012 году было спонсором самарской футбольной команды «Крылья Советов».

## Экономические показатели
В 2007 году предприятие получило 1,95 млрд рублей чистой прибыли (в 3,3 раза больше, чем в 2006 году). Сумма реализации составила 17,2 млрд рублей (+ 35,2 %).
В 2008 году реализовал товарной продукции на сумму 19,2 млрд руб. (на 11,6 % больше, чем в 2007). Чистая прибыль — 2,4 млрд рублей (рост на 21,9 %).
По российской национальной шкале «АК&М-РАСО» компания имеет кредитный рейтинг «А+». По рейтингу портала RBC.ru в 2014 г. «Куйбышевазот» занимает 260-е место в списке крупнейших компаний России.
В 2021 году компания вошла в рейтинг журнала Forbes «200 крупнейших частных компаний России», где заняла 187 место с выручкой 53,1 млрд рублей.

Фотогалерея
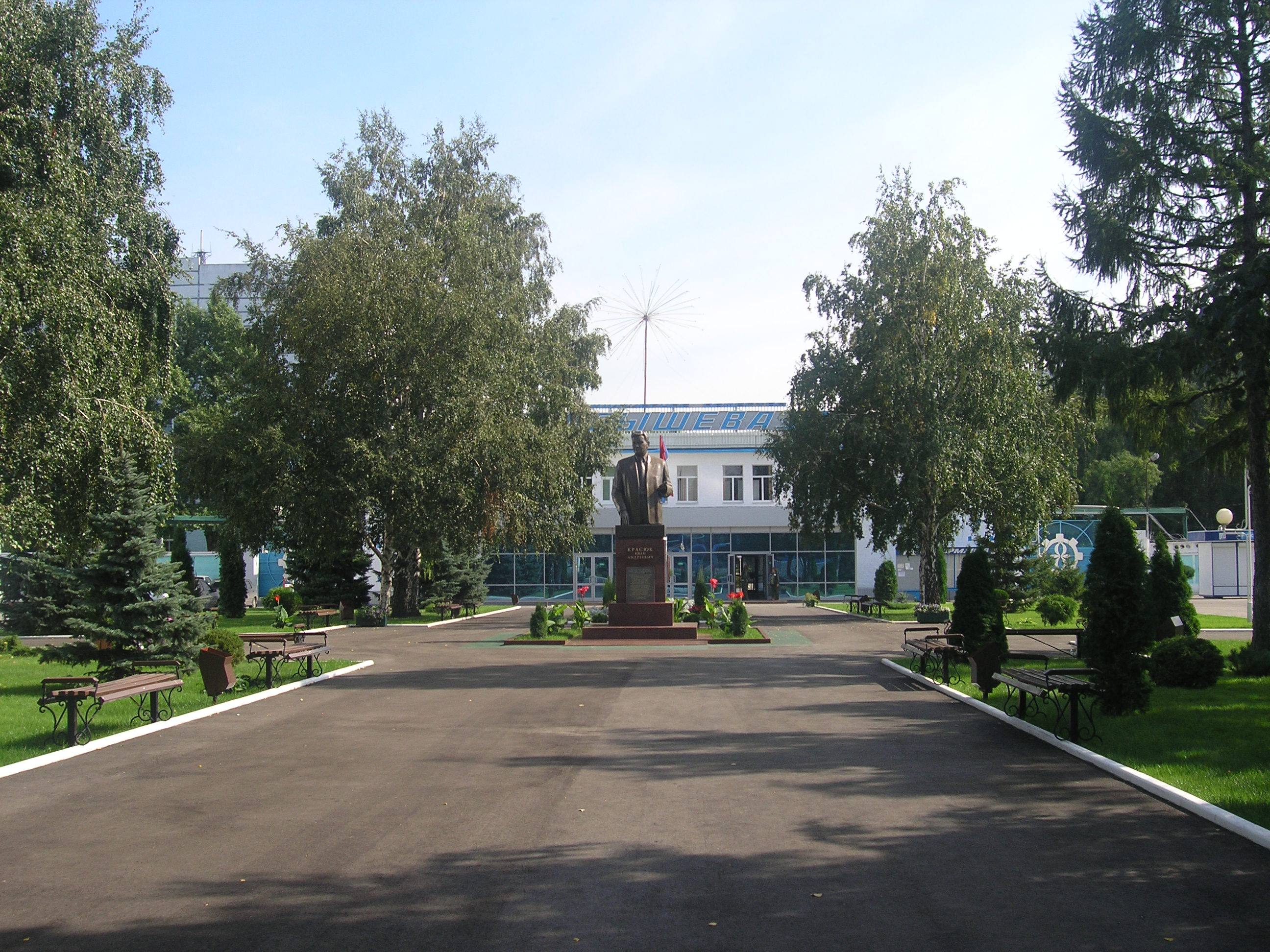
Сквер у проходной завода с памятником И. Красюку
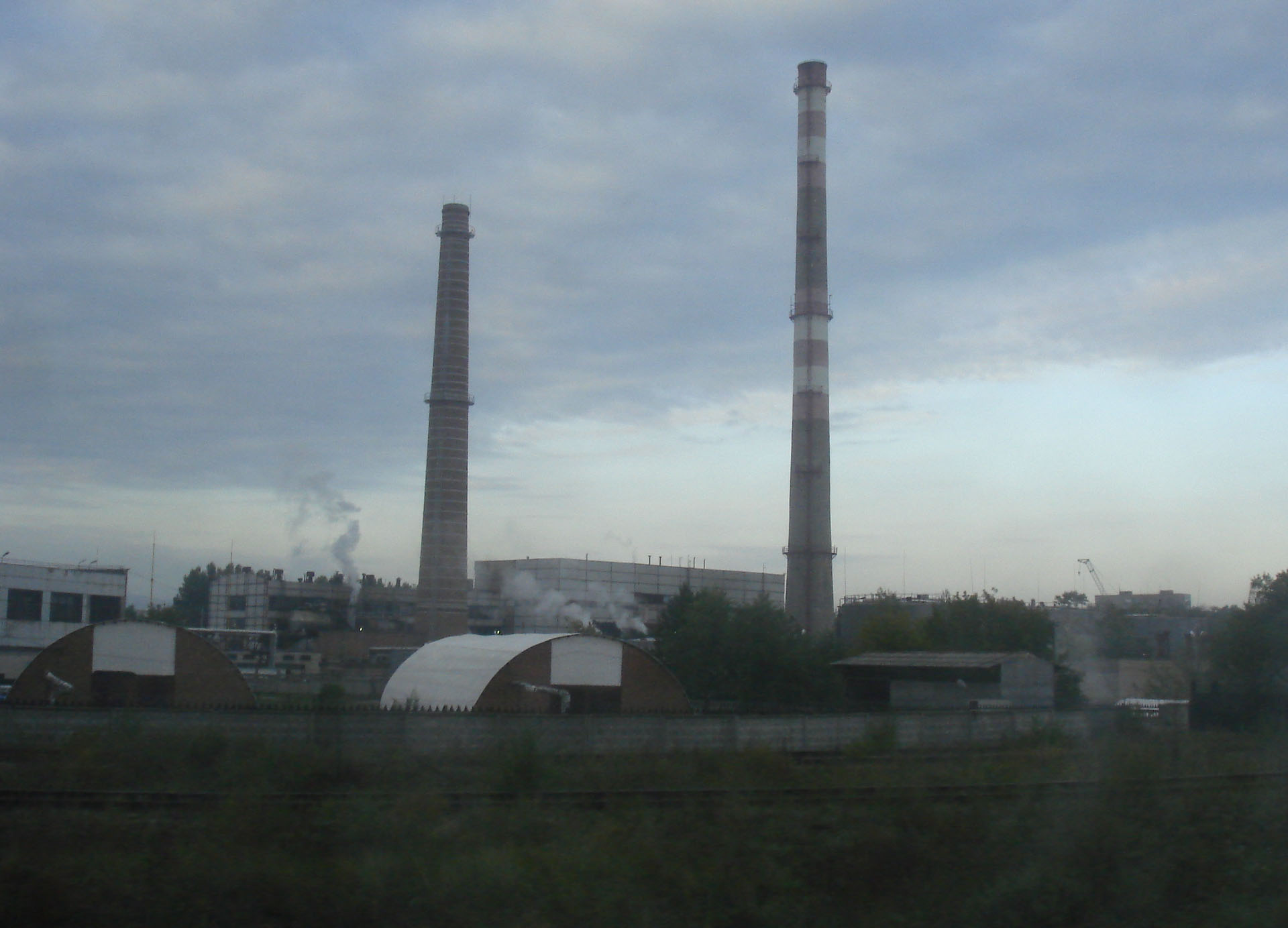
Производственные здания